# Diktator
En diktator er en politisk leder, der besidder absolut magt. Et diktatur er en stat styret af én diktator eller af en lille klike. Ordet diktator kommer fra den antikke Rom, hvor et af de særlige magistrater var en romersk diktator, som man kunne blive udpeget til (af det romerske senat eller konsulerne) at regere republikken i nødsituationer. Sådanne udnævnelser i den romerske republik var typisk tidsbegrænset (gjaldt typisk et halvt år) og var ofte forsaget af krig eller opstand. Både Sulla og Cæsar brugte titlen for at få uindskrænket magt. Efter Cæsars død i 44 f.Kr. brugte ingen titlen.
I dag benyttes betegnelsen diktator om den øverste magthaver i et diktatur, og det er således svært at afgøre, om en magthaver er en diktator. Dels er der ikke nødvendigvis enighed om et styre er et diktatur, dels er det ikke altid klart, hvem der er den øverste magthaver. Hitler, Lenin, Stalin, Mao og Hideki Tojo blev i 2008 udnævnt som de værste diktatorer i moderne tid af lektor i statskundskab på Aarhus Universitet Mette Skak.

## Etymologi
Ordet "diktator" stammer fra det latinske ord "dictātor", der er et nomen agentis af "dictare" (sige gentagne gange, påstå, befale). En romersk diktator var en særlig romersk magistrat, der fik eneherredømme i en begrænset periode. Oprindeligt blev en romersk diktator udpeget i en nødsituation i den romerske republik, og termen "diktator" havde ikke oprindeligt den samme negative betydning, som den har i dag.